# Намісник Польщі
Царський намісник в царстві Польському (пол. namiestnik Królestwa Polskiego, рос. наместник Царства Польского) — еквівалент генерал-губернатора. Спочатку представник імператора в регіоні, а потім голова державного апарату на даній території. Посада намісника царства Польського була заснована згідно Конституції 1815 року (Глава 3).В період відсутності монарха в Польщі намісник головував у Державній раді. Він також був керівником Адміністративної ради. Як представник монарха він мав право вето. У конституції був обговорений порядок призначення тимчасово виконуючого обов'язки намісника. Ним ставав голова Адміністративної ради. 
11 січня 1874 року посаду намісника скасовується офіційно, намісництво перетворюється на Варшавське генерал-губернаторство.

## Генерал-губернаторВаршавського герцогства
- Василь Сергійович Ланской (1813-1815), голова Тимчасової Верховної ради Великого герцогства Варшавського.

## НамісникиЦарства Польського
- 27.11.1815 — 28.06.1826: князь Юзеф Зайончек
- 1826 — 1831: вакантне. Фактично:
  - 1826 — 1830: Валентин Соболевський[pl] (голова Адміністративної ради) і великий князь Костянтин Павлович (головнокомандувач Польської армії).
  - початок 1831 — 29.05.1831: Граф Іван Іванович Дібіч-Забалканський, генерал-фельдмаршал як губернатор зайнятих російськими військами провінцій.
- 23.03.1831 — 20.01.1856: ясновельможний князь Іван Федорович Варшавський, генерал-фельдмаршал.
  - 1849: Іван Іванович Ден, інженер-генерал, тимчасово.
  - 1853 — 1855: граф Федір Васильович Рідігер, генерал-від-кавалерії, тимчасово.
- 1856: граф Вікентій Іванович Красінський, тимчасово.
- 08.01.1856 — 18.05.1861: князь Михайло Дмитрович Горчаков.
- 16.05.1861 — 01(або 23).08.1861: Микола Онуфрійович Сухозанет, тимчасово.
- 06.08.1861 — 11.10/23.11.1861: граф Карл Карлович Ламберт, генерал-від-кавалерії, виконувач обов'язків намісника.
- 11.10.1861 — 27.10.1861: Микола Онуфрійович Сухозанет, тимчасово.
- 11.1861 — 08.06.1862: Олександр Миколайович Лідерс, генерал-від-інфантерії, виконувач обов'язків намісника.
- 27.05.1862 — 08.09.1863: Великий Князь Костянтин Миколайович , генерал-адмірал.
- 04.07.1863 — 06.01.1874: граф Федір Федорович Берг, генерал від інфантерії (згодом генерал-фельдмаршал).